# Hans David Ludwig Yorck von Wartenburg

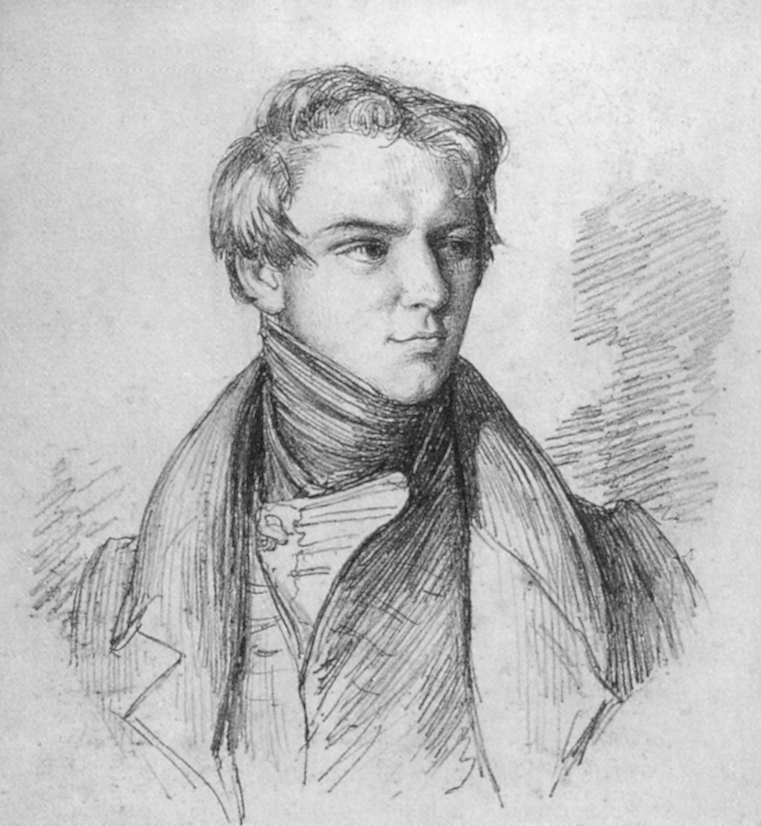
Graf Ludwig Yorck von Wartenburg, Rom 1827, gezeichnet von Wilhelm Hensel

Graf Ludwig Yorck, um 1860

Gräfin Bertha Yorck von Wartenburg, geb. von Brause (1807–1845), 1836, gezeichnet von Wilhelm Hensel

Gräfin Nina Yorck von Wartenburg, geb. von Olfers (1824–1901), vor 1849, gezeichnet von Marie von Olfers

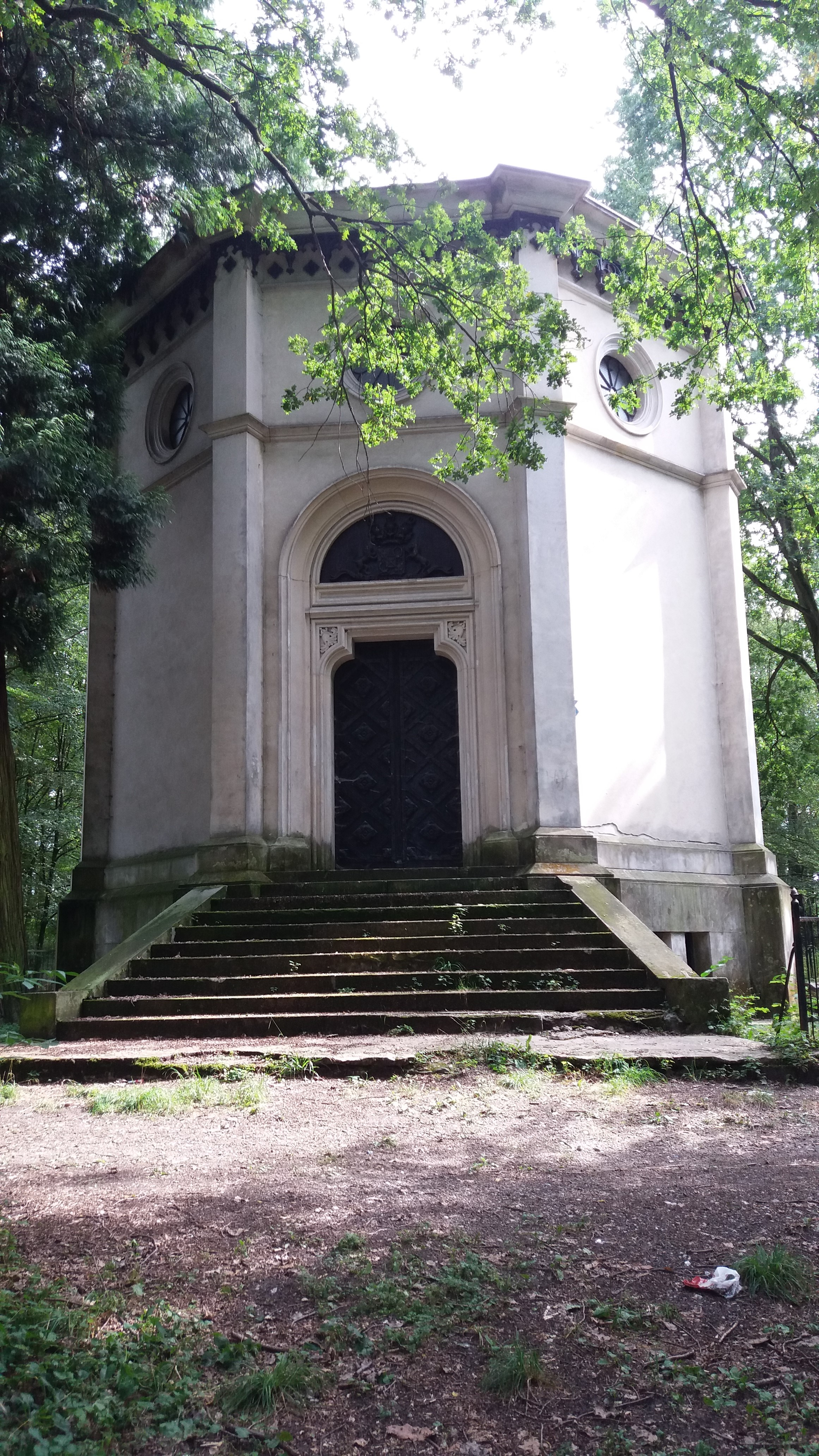
Mausoleum der Grafen Yorck im Schlosspark von Klein Oels

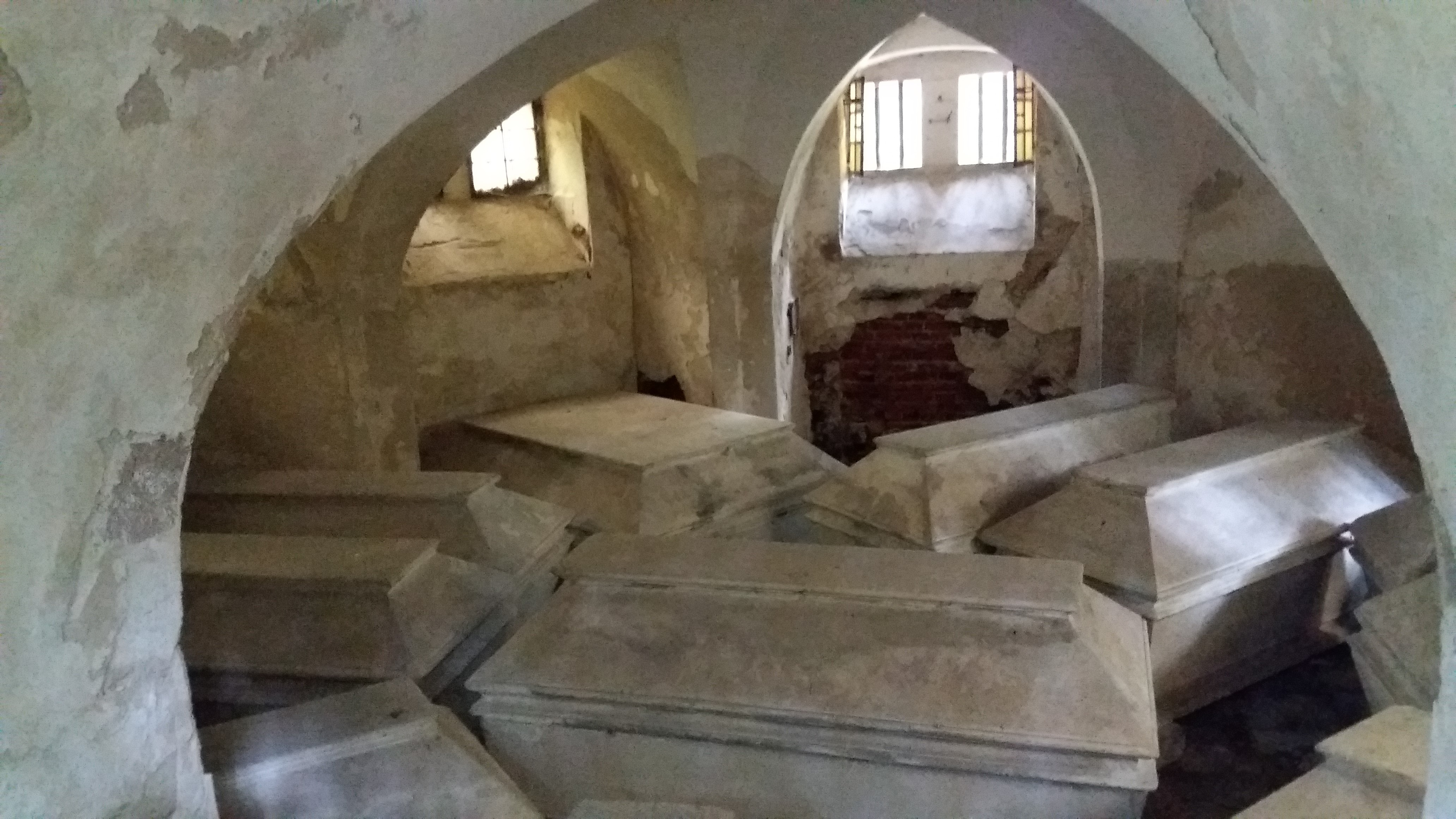
Sarkophage Ludwig, Bertha und Nina Yorck in der Gruft des Mausoleums der Grafen Yorck im Schlosspark von Klein Oels

Graf Hans David Ludwig Heinrich Julius Florian Theodor Yorck von Wartenburg (* 31. Mai 1805 in Mittenwalde; † 12. Juli 1865 auf Schloss Klein Oels, Landkreis Ohlau, Provinz Schlesien) war ein preußischer Fideikommissherr auf Klein Oels, Politiker, Kunstsammler und kurzzeitig Oberpräsident der Provinz Schlesien.

## Leben

### Familie
Ludwig war der einzig überlebende Sohn und somit Erbe des preußischen Generalfeldmarschalls Ludwig Yorck von Wartenburg und dessen Gattin Johanna, geborene Seidel (1768–1827), einer Namslauer Kaufmannstochter. In erster Ehe heiratete er am 6. Mai 1829 in Berlin Bertha von Brause (1807–1845), die Tochter des damaligen Kommandeurs der preußischen Kadettenanstalten Johann Georg Emil von Brause. Aus dieser Ehe gingen acht Kinder hervor, unter ihnen der Philosoph Paul Yorck und der Begründer der Schleibitzer Linie Peter Graf Yorck von Wartenburg (1838–1895). Seit dem 21. August 1849 war Ludwig Yorck in zweiter Ehe mit Nina von Olfers (1824–1901), einer Tochter Ignaz von Olfers, Schwester der Marie von Olfers, verheiratet, die drei weiteren Kindern das Leben schenkte, unter ihnen Maximilian Yorck von Wartenburg.

### Jugendzeit
In Mittenwalde geboren, wo damals sein Vater als Oberst und Chef des Feldjägerregiments in Garnison stand, verlebte Ludwig seine Kindheit zunächst in Marienwerder und Königsberg. 1814 übersiedelte die Familie nach Breslau. Dort besuchte er das Königliche Friedrichsgymnasium und bereitete sich unter Aufsicht von Heinrich Steffens auf den Besuch der Universität vor. Ab 1822 studierte er an der Universität Breslau Philologie und Rechtswissenschaften. 1824 wechselte er an die Universität Berlin. Wilhelm von Willisen, ein ehemaliger Schüler von Heinrich Steffens und Freund August Varnhagens, führte ihn in die Berliner Stätten der Wissenschaft und Kunst sowie in die Häuser der Berliner Gesellschaft ein.
Auf Anraten des Vaters begab sich Ludwig im Frühjahr 1825 auf eine zweijährige Studienreise durch Europa. In Begleitung seines Mentors und Freundes Wilhelm von Willisen bereiste er die Schweiz, Frankreich, England und Italien. Während dieser Zeit erwarb er sich umfassende Kenntnisse der Sprachen, der Literatur und Geographie der bereisten Länder und entwickelte eine von Sachkenntnis geprägte Liebe zu den Bildenden Künsten.

### Majoratsherr
Durch den Tod seiner Mutter in die Heimat zurückgerufen, trat Ludwig 1827 als Freiwilliger in das Garde-Dragoner-Regiment der Preußischen Armee in Berlin ein und wurde 1828 zum Offizier befördert. Gemeinsam mit Willisen verkehrte er viel im Salon Rahel Varnhagens, wo er die wegen ihrer Schönheit und Klugheit vielfach umworbene Bertha von Brause kennenlernte. Nach der Verlobung und Hochzeit mit Bertha nahm Yorck seinen Abschied vom Militär und zog auf die väterlichen Güter nach Klein Oels. Kurz darauf starb der Vater und Ludwig trat im Oktober 1829 die Majoratsherrschaft an. Gemeinsam mit seiner Frau verwandelte er die alte Malteser-Kommende Klein Oels zu einem schlesischen Arkadien. Das Schloss mit dem weitläufigen Landschaftspark, in dem sich das von Karl Friedrich Schinkel entworfene Mausoleum der Familie befand, wurde zum Treffpunkt für Gelehrte und Künstler. Varnhagen, Steffens, Christian Daniel Rauch, Johann Theodor Mosewius, Friedrich von Raumer, Ludwig Tieck, Karl Wilhelm Ferdinand Solger, Anton Grigorjewitsch Rubinstein, Franz Liszt gehörten zu den Gästen der Yorcks. Mit dem Ankauf der Bibliothek Ludwig Tiecks legte Yorck den Grundstein zu der einstmals über 150.000 Bände zählenden größten Privatbibliothek Schlesiens, in der sich u. a. Inkunabeln der Reformationszeit sowie Erstausgaben der alten spanischen Literatur bis hin zur Romantik befanden. Einen Namen machte sich Yorck auch als Sammler von Autographen und Kupferstichen, letztere insbesondere von der Hand Giovanni Battista Piranesis.

### Politiker
Als Mitglied der in Preußen 1832 neu geschaffenen Kreistagsversammlungen forderte er energisch die Neugestaltung der Argarverhältnisse. 1847 vertrat er als Mitglied der Herrenkurie des Vereinigten Landtages die Anliegen der Reformkräfte: eine Aufhebung der Patrimonialgerichtsbarkeit und Dominialpolizeigewalt,  öffentliche und mündliche Gerichtsverfahren, die Erweiterung städtischer Rechte und periodische Sitzungen des Landtages. In der Debatte über die Judengesetze forderte Yorck energisch die totale Emanzipation der Juden und setzt schließlich den kühnsten Akzent, als man über den gesetzlichen Namen der jüdischen Gemeinschaften stritt („Synagogenverein“ oder „Synagogengemeinde“ oder „Judenschaft“) mit einem Zwischenruf: „Jüdische Kirche!“
Der erste preußische Ministerpräsident Adolf Heinrich von Arnim-Boitzenburg ernannte ihn am 18. März 1848 zum Oberpräsidenten der Provinz Schlesien. Auf Wunsch und Vorschlag Yorcks übernahm jedoch wenige Tage später der Breslauer Oberbürgermeister Julius Pinder dieses Amt.
Auch dem Zweiten Vereinigten Preußischen Landtag, der die konstitutionelle Gesetzgebung in Preußen regelte, gehörte Yorck an, wurde jedoch nicht in die Preußische oder Frankfurter Nationalversammlung gewählt.
Bis zum Vertrag von Olmütz blieb er Mitglied des Preußischen Herrenhauses. Nach 1850 verband er sich mit den Männern um Moritz August von Bethmann-Hollweg und gehörte zu den Begründern des Berliner Wochenblatts. Später war Yorck Mitglied der Partei der Verfassungsgetreuen, in der sich alle liberalen Fraktionen zusammenfanden. Unter seinem Vorsitz wurde 1858 das Schlesische Programm verabschiedet, für welches er – seit 1854 wiederum erbliches Mitglied des Preußischen Herrenhauses – eintrat. In den letzten Lebensjahren verhinderte eine zunehmende Schwerhörigkeit seine Teilnahme an den politischen Debatten.
Ludwig Yorck starb überraschend an einer Lungenentzündung mit einhergehendem Hirnschlag. Er wurde im Mausoleum der Familie auf Schloss Klein-Oels bestattet.

## Ehrungen
- Ehrendoktor der Friedrich-Wilhelms-Universität zu Breslau
- Stern zum Roter Adlerorden II. Klasse mit Eichenlaub
- 1861 Verleihung des preußischen Fürstentitels (Ablehnung seitens des Grafen aus unbekannten Gründen)